# Deeltijds beroepssecundair onderwijs
Het deeltijds beroepssecundair onderwijs of dbso (niet te verwarren met het deeltijds kunstonderwijs) is een onderwijsvorm in Vlaanderen, soms ook kortweg "deeltijds onderwijs" genoemd. Jongeren kunnen in het dbso voldoen aan de leerplicht door het combineren van opleiding en werk.
Om toegelaten te worden tot het dbso moet de jongere 16 jaar zijn (of 15 jaar als hij/zij al 2 schooljaren secundair onderwijs achter de rug heeft). In het dbso kiest men in een school een bepaalde opleiding/studierichting. De jongere volgt in de school dan 15 uur les: één dag praktijkgerichte opleiding en één dag algemene vorming. De andere dagen van de week werkt de jongere. Jongeren die nog niet klaar zijn om te werken, worden toegeleid naar een brugproject of een voortraject. Jongeren met multiproblematieken kunnen terecht in een persoonlijk ontwikkelingsproject georganiseerd door erkende centra voor deeltijdse vorming.
In Vlaanderen kunnen er decretaal 49 CDO's worden opgericht die samen een 8000 jongeren opleiden.
Het werd opgericht in 1983 onder Daniël Coens, toen de leerplicht opgetrokken werd van 14 tot 18 jaar.